# 短鉛筆魚
短鉛筆魚，中文别名小型红铅笔鱼，為輻鰭魚綱脂鯉目脂鯉亞目鱂脂鯉科的其一種，分布於南美洲亞馬遜河中下游流域，體長可達3.5公分，棲息中底層水域，生活習性不明，可作為觀賞魚。